# Pardodes absorbta
Pardodes absorbta là một loài bướm đêm trong họ Geometridae.